# Pinewood Studios
Pinewood Studios é um dos maiores estúdios cinematográficos britânicos, situado em Iver Heath, Buckinghamshire, aproximadamente 30 quilômetros a oeste do Centro de Londres.
Ao longo dos anos, o estúdio recebeu muitas produções, desde grandes blockbusters a programas de televisão e comerciais, e é conhecido como o lar de Carry On..., dos filmes do Super-Homem e de James Bond.